# شیرآوریان
تیره‌ای از باقلاسانان درختی یا درختچه‌ای یا علفی با هفده سرده و ۸۰۰ گونه که دارای پراکنش تقریباً جهانی هستند و بیشتر از نیمی از گونه‌های آن متعلق به سرده شیرآور است.
نام علمی این تیره Polygalaceae است ولی سه مترادف دیگر Diclidantheraceae, Moutabeaceae, Xanthophyllaceae نیز دارد.